# Buscareta
Buscareta es un cultivar de higuera de tipo higo común Ficus carica, unífera (con una sola cosecha por temporada, los higos de otoño), con higos de epidermis con color de fondo verde amarillento con sobre color amarillo verdoso. Se cultiva en la colección de higueras de Montserrat Pons i Boscana en Llucmajor, Islas Baleares.

## Sinonimia
- sin sinónimos“,[4][6][7]

## Historia
Actualmente la cultiva en su colección de higueras baleares Montserrat Pons i Boscana, rescatada de un ejemplar o higuera madre localizada en el predio de "cas Concos" en el término de Felanitx, de donde es originaria, a pesar de no ser muy conocida ni cultivada.
La variedad 'Buscareta' se denomina de este modo por el tamaño tan pequeño de sus higos.

## Características
La higuera 'Buscareta' es una variedad unífera de tipo higo común. Árbol de vigorosidad y desarrollo mediano, copa de forma redondeada no muy espesa de hojas, y ramaje irregular. Prolífica con cosecha en higos pequeños de poca calidad. Sus hojas son de 3 lóbulos en su mayoría, de 5 lóbulos (10%) y de 1 lóbulo (3%). Sus hojas con dientes presentes márgenes ondulados muy marcados, poca pilosidad en el envés, con un ángulo peciolar obtuso. 'Buscareta' tiene mucho desprendimiento de higos, un rendimiento productivo mediano-alto y periodo de cosecha mediano. La yema apical cónica de color verde anaranjado.
Los frutos de la higuera 'Buscareta' son higos de un tamaño de longitud x anchura:31 x 32mm, con forma urceolada, que presentan unos frutos muy pequeños, asimétricos de forma, variables de dimensiones, de unos 11,440 gramos en promedio, cuya epidermis es de un grosor mediano, fina al tacto, de consistencia fuerte, color de fondo verde amarillento con sobre color amarillo verdoso. Ostiolo de 0 a 1 mm con escamas pequeñas rojas. Pedúnculo de 1 a 2 mm cilíndrico verde oscuro. Grietas longitudinales muy escasas. Costillas marcadas. Con un ºBrix (grado de azúcar) de 18 de sabor poco dulce, con color de la pulpa roja blanquecina. Con cavidad interna pequeña, con aquenios medianos en gran cantidad. Los frutos maduran durante un periodo de cosecha medio, de un inicio de maduración de los higos sobre el 17 de agosto al 15 de septiembre. Cosecha de poca  calidad con rendimiento productivo mediano-alto y periodo de cosecha mediano.
Se usa en alimentación animal, ganado porcino y ovino. Bastante resistentes a las lluvias, y a la humedad. Muy resistentes a la apertura del ostiolo y mediana al transporte.

## Cultivo
'Buscareta', se utiliza en alimentación animal, ganado porcino y ovino. Se está tratando de recuperar de ejemplares cultivados en la colección de higueras baleares de Montserrat Pons i Boscana en Llucmajor.